# Edificio della Hamburg-Mannheimer Versicherung
L'edificio della Hamburg-Mannheimer Versicherung è un edificio per uffici di Berlino, sito sul Kurfürstendamm nel quartiere di Charlottenburg.
Importante esempio di architettura moderna degli anni cinquanta del XX secolo, è posto sotto tutela monumentale (Denkmalschutz).

## Storia
L'edificio venne costruito dal 1955 al 1956 su progetto di Hans Geber e Otto Risse per ospitare gli uffici della compagnia assicurativa Hamburg-Mannheimer Versicherung.

## Caratteristiche
L'edificio è posto sul lato nord del Kurfürstendamm, la grande arteria commerciale e direzionale della City West di Berlino. Esso occupa un lotto di forma triangolare, delimitato dalla Grolmanstraße e dalla Uhlandstraße, e con il vertice meridionale rivolto verso il Kurfürstendamm.
L'edificio è leggermente arretrato rispetto al limite del lotto, lasciando lo spazio per una piccola piazza che ne fronteggia la facciata; questa è asimmetrica e ha forma concava, ed è preceduta da un corpo basso sporgente sul lato sinistro, che evidenzia l'ingresso.
La costruzione conta 10 piani ed è esternamente rivestita in travertino. All'interno notevole la scala, con tromba quadrangolare ad angoli arrotondati.

### Fonti
- (DE) Otto Hagemann, Das neue Gesicht Berlins, Berlino (Ovest), Arani, 1957,  p. 17, ISBN non esistente, IDN 451767055.
- (DE) Roman Hillmann, Hamburg-Mannheimer Versicherung (heute Kanzlei „White & Case“), in Adrian von Buttlar, Kerstin Wittmann-Englert e Gabi Dolff-Bonekämper (a cura di), Baukunst der Nachkriegsmoderne. Architekturführer Berlin 1949–1979, Berlino, Dietrich Reimer Verlag, 2013,  pp. 177-178, ISBN 978-3-496-01486-7.

### Testi di approfondimento
- (DE) Architekten- und Ingenieur-Verein zu Berlin (a cura di), Berlin und seine Bauten IX - Industriebauten, Bürohäuser, Berlino (Ovest), Dom, 1971,  pp. 165 ss, ISBN 3-433-00553-2.